# Decio Raggi
Decio Raggi (Savignano di Rigo, 29 settembre 1884 – Cormons, 24 luglio 1915) è stato un militare italiano, primo decorato con medaglia d'oro al valor militare nella Grande Guerra. Tenente dell'esercito italiano, alfiere di gloria della Brigata Casale, il cosiddetto Reggimento dei Forlivesi, che, durante la guerra, si guadagnò il nome di Gialli del Calvario.

## Biografia
Decio Raggi nacque il 29 settembre 1884 a Savignano di Rigo, una frazione del comune di Sogliano al Rubicone, in Provincia di Forlì. Sesto di sette fratelli, due dei quali - Olinto e Andrea - morti ancor prima della Grande Guerra, era figlio di Enrico Raggi e Giovanna Lodolini. La famiglia, piuttosto ragguardevole per censo, era di origini liguri, in particolare dell'area di Genova e di Sanremo, e si era trasferita in Romagna nel XVII secolo. Nel 1860, a circa 17 anni, il padre Enrico aveva partecipato insieme al fratello Giuseppe alla presa di San Leo da parte dei "Cacciatori del Montefeltro", nei quali si era arruolato, dando prova di un ardore patriottico che poi si sarebbe ritrovato in Decio.
Visse l'infanzia nella casa padronale dei Raggi a Savignano di Rigo, chiamata Aia Bella. Studiò nei collegi di Strada (Casentino) e di Mondragone (Frascati), prima di conseguire la licenza liceale a Pesaro. Si laureò in Legge il 7 marzo 1914, all'Università di Bologna.
Decio unì alla profonda fede cattolica un forte interesse per la politica. Nelle elezioni amministrative del 19 luglio, candidatosi nella lista dell'Associazione Nazionalista Italiana, fu eletto consigliere comunale a Sogliano, comune di cui divenne anche assessore; venne anche scelto quale consigliere provinciale. Si pose, insieme al proprio professore e mentore Giacomo Venezian, tra gli interventisti più ardenti allo scoppio del conflitto mondiale. Per questo si trovò tra i primi a partecipare alle operazioni di guerra.
Da questo momento la figura di Decio Raggi si trasporta verso il mito, e si confonde con il mito più grande delle azioni di guerra della Brigata Casale, dei fanti delle sanguinose giornate del monte Calvario e di Gorizia. Decio Raggi non è solo il simbolo dell'eroismo universitario, ma anche dell'eroismo romagnolo, di cui la Brigata gialla è l'incarnazione più evidente.
Ciò che è certa è la sua partecipazione nei reiterati assalti tricolori al fortino austro-ungarico, alle pendici del Monte Calvario (o Podgora), a capo della Nona compagnia dell'Undicesimo Reggimento. Il 19 luglio 1915 uscì in azione, insieme alla sua compagnia, con lo scopo di aprire un varco nel reticolato avversario alle pendici occidentali del Podgora. L'avanzata procedeva lentamente per le difficoltà del terreno e per il nutrito fuoco nemico. La Nona compagnia prese d'assalto una trincea austriaca e in prima fila il tenente Raggi salì in piedi sul lato della trincea, sfidando il fuoco nemico e dando prova di coraggio, per incitare i suoi uomini a resistere e a combattere, al grido "un gnié piò inciun", in un genuino dialetto romagnolo. Fu colpito da un proiettile, continuò a incitare i fanti, poi, evitando di essere preso prigioniero, riuscì a ripiegare tra le linee amiche portandosi indietro e lasciandosi infine rotolare per circa 60 metri. Morì in ospedale a Cormons alle 21 del 24 luglio, munito dei conforti religiosi, continuando con le sue ultime parole a dare coraggio e forza alla sua compagnia.
Decio venne sepolto provvisoriamente presso il cimitero militare di Cormons; il 1º agosto le sue spoglie furono trasferite, secondo la sua volontà, a Savignano di Rigo. Vittorio Emanuele III concesse motu proprio la Medaglia d'oro al valor militare a Decio Raggi: la prima concessa nella Grande Guerra. La medaglia venne consegnata alla madre del Caduto il 24 ottobre del 1915.
Nell'ottobre del 1915, la "Domenica del Corriere" dedicò la copertina, disegnata da Achille Beltrame, a Decio Raggi.
La figura di Decio Raggi fu molto ammirata dalle giovani generazioni del Fascismo. Agli studenti veniva insegnato come esempio da seguire: in essa potranno vedere un vero uomo, o meglio un vero giovane di un nostro tempo: giovane che passati i furori umani e bellissimi dell'adolescenza e della goliarda, s'appresta giunto alla sua maturità a considerare la vita come una cosa seria, il lavoro come una cosa alta, e la Patria come l'ideale supremo.

In una lettera dal fronte scrive: 
Nel suo testamento spirituale, scritto pochi giorni prima della morte, scrive: